# Juan Carlos Silva
Juan Carlos Silva Maya (n. 6 de febrero de 1988, Ciudad de México), es un futbolista mexicano que juega como Volante y actualmente está sin club tras finalizar su contrato con Cobán Imperial de la Liga Nacional de Guatemala.

## Trayectoria
Elemento surgido en las fuerzas básicas de las Águilas del América.
Manuel Lapuente le otorgó la oportunidad de debutar con las Águilas el 8 de marzo de 2006, en el juego de vuelta por los 4tos. de final de la Copa de Campeones de la Concacaf 2006, entre el América y Portmore United FC en el césped del Estadio Azteca; Silva ingresó al minuto 74 por Francisco Torres y el partido finalizó 5-2 a favor del América.
Se presentó con Zacatepec, filial de las Águilas en la Primera División 'A', el 12 de agosto de 2006, enfrentando a Correcaminos de la UAT en el Estadio Marte R. Gómez; Silva entró al minuto 74 por Enrique Esqueda y el conjunto tamaulipeco ganó 2-1. 
Debutó en la Primera División de México con las Águilas el 12 de agosto de 2007, enfrentando a Jaguares de Chiapas en el Estadio Azteca, en partido correspondiente a la Jornada 2 del Apertura 2007; el "Torito", ingresó al minuto 70 por Alejandro Argüello y el partido finalizó 6-1 a favor del América; Luis Fernando Tena era el entrenador.
Sus primeros goles en el Máximo Circuito los realizó el 29 de octubre de 2007, en la Jornada 14, enfrentando a las Chivas Rayadas del Guadalajara en una edición más del Clásico Nacional; con dos tantos del "Torito", América venció 2-1 a Guadalajara. 
Fue Subcampeón de la Copa Sudamericana 2007, luego de caer por gol de visitante ante Arsenal Fútbol Club (Estadio Azteca 2-3 y Estadio Presidente Perón 1-2). Silva anotó en el juego de vuelta al minuto 62 (este le daba el título al América).  
El 8 de diciembre de 2010 fue presentado como nuevo refuerzo del Club Necaxa para el Clausura 2011, en su lucha por evitar el descenso.
Tras el descenso de los Rayos, fue cedido a los Tuzos del Pachuca.
En el Clausura 2012 retornó a la División de Plata para jugar con los Reboceros de La Piedad. En el siguiente semestre volvió a la Primera División para jugar con San Luis FC. 
Del 2013 al 2015 jugó en la Liga de Ascenso de México para Irapuato (Clausura 2013), Celaya (2013-2014) y Altamira FC (2014-2015).
Después de militar con el Deportivo Malacateco en el fútbol guatemalteco, retornó a la Liga de Ascenso de México  para jugar con Murciélagos FC y Correcaminos de la UAT.
En el verano del 2017 se marchó una vez más a la Liga Nacional de Guatemala, pero ahora para jugar con Sanarete FC; además de jugar con los Celestes, formó parte de las plantillas de Xelajú MC y Cobán Imperial.

## Clubes
| Club                   | País      | Año           |
| ---------------------- | --------- | ------------- |
| Club América           | México    | 2005-2010     |
| Zacatepec (Cárnet)     | México    | Apertura 2006 |
| Socio Águila (Cárnet)  | México    | 2007-2009     |
| Club Necaxa            | México    | Clausura 2011 |
| Pachuca                | México    | Apertura 2011 |
| La Piedad              | México    | Clausura 2012 |
| San Luis FC            | México    | Apertura 2012 |
| Irapuato               | México    | Clausura 2013 |
| Celaya                 | México    | 2013-2014     |
| Altamira FC            | México    | 2014-2015     |
| Deportivo Malacateco   | Guatemala | Apertura 2015 |
| Murciélagos FC         | México    | Clausura 2016 |
| Correcaminos de la UAT | México    | 2016-2017     |
| Sanarete FC            | Guatemala | Apertura 2017 |
| Xelajú MC              | Guatemala | Clausura 2018 |
| Sanarete FC            | Guatemala | 2019-2020     |
| Cobán Imperial         | Guatemala | Apertura 2020 |

### Partidos y goles
| Competencia                      | Partidos | Goles |
| -------------------------------- | -------- | ----- |
| Primera División 'A'             | 130      | 4     |
| Liga Nacional de Guatemala       | 125      | 17    |
| Primera División de México       | 75       | 3     |
| Copa México                      | 25       | 1     |
| InterLiga                        | 7        | 0     |
| Copa Libertadores                | 7        | 0     |
| Copa Sudamericana                | 6        | 1     |
| Liga de Campeones de la Concacaf | 1        | 0     |
| Total                            | 376      | 26    |

## Selección nacional

### Sub-17
El "Torito" formó parte del plantel que conquistó la Copa Mundial de Fútbol Sub-17 de 2005 celebrada en Perú, bajo las órdenes del entrenador Jesús Ramírez.
| Mundial | Sede | Resultado | Partidos | Goles |
| ------- | ---- | --------- | -------- | ----- |
| Sub-17  | Perú | Campeón   | 2        | 0     |

| Fecha            | Estadio                         | Encuentro | Resultado |
| ---------------- | ------------------------------- | --------- | --------- |
| 22 de septiembre | Estadio Miguel Grau, Piura      | Fecha 3   | 1-2       |
| 2 de octubre     | Estadio Nacional del Perú, Lima | Final     | 3-0       |

### Sub-20
Fue convocado por Jesús Ramírez para acudir a la Copa Mundial de Fútbol Sub-20 de 2007 en Canadá. Dentro del torneo, jugó 3 (todos en fase de grupos) de los 5 partidos que sostuvo el representativo nacional.
| Certamen       | Sede   | Resultado        | Partidos | Goles |
| -------------- | ------ | ---------------- | -------- | ----- |
| Mundial Sub-20 | Canadá | Cuartos de final | 3        | 0     |

### Sub-23
Fue convocado por Hugo Sánchez para disputar el Preolímpico de Concacaf de 2008 en Estados Unidos.
México finalizó en el tercer puesto del Grupo B y quedó fuera de la posibilidad de buscar un boleto para asistir a los Juegos Olímpicos de Pekín 2008. 
| Certamen    | Sede           | Resultado      | Partidos | Goles |
| ----------- | -------------- | -------------- | -------- | ----- |
| Preolímpico | Estados Unidos | Fase de grupos | 2        | 0     |

#### Participaciones en Selección nacional
| Categoría | Competencia                           | Sede           | Resultado      |
| --------- | ------------------------------------- | -------------- | -------------- |
| Sub-17    | Copa Mundial de Fútbol Sub-17 de 2005 | Perú           | Campeón        |
| Sub-20    | Copa Mundial de Fútbol Sub-20 de 2007 | Canadá         | 4tos. de final |
| Sub-23    | Preolímpico de Concacaf de 2008       | Estados Unidos | Fase de grupos |

## Palmarés

### Campeonatos internacionales
| Título                                | Club                      | Sede               | Año  |
| ------------------------------------- | ------------------------- | ------------------ | ---- |
| Torneo Sub-17 de la Concacaf de 2005  | Selección Mexicana Sub-17 | Culiacán y Heredia | 2005 |
| Copa Mundial de Fútbol Sub-17 de 2005 | Selección Mexicana Sub-17 | Perú               | 2005 |
| Copa de Campeones de la Concacaf 2006 | Club América              | México             | 2006 |

## Vida personal
El 1 de febrero de 2010 sufre un intento de asalto en el cual recibe el rozón de una bala o perdigón en la zona glútea, que no pasó a mayores.